# Neomochtherus candidus
Neomochtherus candidus är en tvåvingeart som först beskrevs av Becker 1923.  Neomochtherus candidus ingår i släktet Neomochtherus och familjen rovflugor. Inga underarter finns listade i Catalogue of Life.